# Natuurlijke Historie
Natuurlijke Historie (abreviado Nat. Hist.) es un libro con ilustraciones y descripciones botánicas que fue escrito por el médico y naturalista holandés Martinus Houttuyn y publicado en 14 partes en Ámsterdam en los años 1773 a 1783 con el nombre de Natuurlijke Historie of Uitvoerige Beschrijving der Dieren, Planten en Mineraalen, Volgens het Samenstel van den Heer Linnaeus. Met Naauwkeurige Afbeeldingen Tweede Deels [Planten]. Eerste Stuk.

## Publicación
La segunda parte, que trata de las plantas, se publicó en 14 partes. 
- n º 1, 29 de diciembre 1773,
- n º 2, 17 de agosto 1774;
- n º 3, a finales de diciembre de 1774,
- n º 4, 4 de agosto de 1775,
- n º 5, 29 de diciembre de 1775,
- n º 6, 11 de septiembre de 1776,
- n º 7, 11 de junio de 1777,
- n º 8, 31 de diciembre de 1777,
- n º 9, 29 de julio de 1778,
- n º 10, 16 de junio de 1779,
- n º 11, 3 de diciembre de 1779,
- n º 12, 5 de julio de 1780
- n º 13, 31 de mayo de 1782,
- n º 14, 20 de octubre de 1783